# Phanaspa derasalis
Phanaspa derasalis is een vlinder uit de familie spinneruilen (Erebidae). De wetenschappelijke naam is voor het eerst geldig gepubliceerd in 1854 door Guenée.
De soort komt voor in tropisch Afrika.